# Голлоп, Джулиан
Джу́лиан Го́ллоп (род. 1965, Харлоу, Эссекс) — британский геймдизайнер, специализирующийся на стратегических играх, основатель и руководитель компаний Mythos Games, Codo Technologies и Snapshot Games. Его наиболее известной работой является серия игр X-COM. За 35-летнюю карьеру разработал игры для множества платформ, начиная с ранних 8-битных домашних компьютеров и заканчивая 32-битными PC.

## Творческий путь
По словам самого Джулиана Голлопа, он познакомился с играми благодаря отцу, который научил его играть в шахматы, карточные и настольные игры. В 14 лет освоил более сложные игры — такие как Dungeons & Dragons и варгеймы от студии Avalon Hill. Начал создавать игры ещё будучи учеником средней школы в городе Харлоу (графство Эссекс) и Лондоне с августа 1983 года по декабрь 1986 года.
Первыми его играми стали Time Lords и Islandia для компьютера BBC модели B. Позже освоил Sinclair ZX Spectrum, для которого создал Nebula, Rebelstar Raiders, Chaos, Rebelstar и Rebelstar II. 
В дальнейшем Голлоп стал основателем студий Target Games (1987—1989), Mythos Games (1990—2001), Codo Games (2001—2006), которыми под его руководством были разработаны Laser Squad, Rebelstar: Tactical Command, UFO: Enemy Unknown и X-COM: Apocalypse.
В 2007 году Голлоп перешёл на работу в Ubisoft на позиции геймдизайнера, приняв участие в разработке двух игр серии Chessmaster. C мая 2007 по ноябрь 2012 года он работал в болгарском отделении Ubisoft — Ubisoft Sofia. Там он занимался разработкой Tom Clancy’s Ghost Recon: Shadow Wars и на начальных этапах участвовал в проекте Assassin's Creed III: Liberation.
В 2012 году Голлоп организовал на Kickstarter кампанию по сбору средств на разработку ремейка своей игры 1984 года Chaos Reborn. После успешно завершённого сбора средств игра вышла в 2015 году. Следующим проектом, также успешно привлёкшим средства через краудфандинг, стал Phoenix Point.

## Игры
| Название Игры                           | Год Выхода | Роль                                  |
| --------------------------------------- | ---------- | ------------------------------------- |
| Time Lords                              | 1983       | геймдизайнер, программист             |
| Islandia                                | 1983       | геймдизайнер, программист             |
| Battlecars                              | 1984       | геймдизайнер, программист             |
| Nebula                                  | 1984       | геймдизайнер, программист             |
| Rebelstar Raiders                       | 1984       | геймдизайнер, программист             |
| Chaos: The Battle of Wizards            | 1985       | геймдизайнер, программист             |
| Rebelstar                               | 1986       | геймдизайнер, программист             |
| Rebelstar II: Alien Encounter           | 1988       | геймдизайнер, программист             |
| Laser Squad                             | 1988       | геймдизайнер, программист             |
| Lords of Chaos                          | 1990       | геймдизайнер, программист             |
| UFO: Enemy Unknown                      | 1994       | геймдизайнер, программист, художник   |
| X-COM: Apocalypse                       | 1997       | геймдизайнер                          |
| Magic and Mayhem                        | 1998       | геймдизайнер                          |
| The Dreamland Chronicles: Freedom Ridge | отменена   | геймдизайнер                          |
| Laser Squad Nemesis                     | 2002       | геймдизайнер, художник                |
| Laser Squad Nemesis: Earth              | отменена   | геймдизайнер                          |
| Rebelstar: Tactical Command             | 2005       | геймдизайнер                          |
| Chessmaster: The Art of Learning        | 2007       | продюсер                              |
| Chessmaster LIVE                        | 2008       | геймдизайнер                          |
| Ghost Recon: Shadow Wars                | 2011       | продюсер                              |
| Assassin's Creed III: Liberation        | 2012       | исполнительный директор               |
| Chaos Reborn                            | 2015       | геймдизайнер                          |
| Phoenix Point                           | 2019       | геймдизайнер, исполнительный директор |

### Интервью
- PC-Format, 1995 (рус.).
- retrogamer.net, 4.02.2014 (англ.).
- The Story of X-Com, eurogamer.net, 28.11.2010 (англ.).
- Phoenix Point, X-COM, Rebelstar and more, Wireframe, 18.12.2018  (англ.).